# Trichoplusia rectilinea
Trichoplusia rectilinea là một loài bướm đêm trong họ Noctuidae.